# Brainerd (Minnesota)
Brainerd ist eine Stadt (mit dem Status „City“) im Crow Wing County im US-amerikanischen Bundesstaat Minnesota. Im Jahr 2020 hatte Brainerd 14.395 Einwohner.

## Geografie
Brainerd liegt unmittelbar nördlich des geografischen Mittelpunktes von Minnesota am oberen Mississippi. Nach Angaben des United States Census Bureau beträgt die Fläche der Stadt 21,9 Quadratkilometer, davon sind 1,2 Quadratkilometer Wasserflächen.
Obwohl es innerhalb des Stadtgebietes nur wenige Seen gibt, liegen im Umkreis von 40 Kilometern um Brainerd über 460 Seen, die meisten nördlich der Stadt. Diese Gegend wird auch Brainerd Lakes Area genannt.

## Verkehr
Brainerd liegt an der Kreuzung des Minnesota State Highway 210 und des Minnesota State Highway 371. Rund fünf Kilometer nordöstlich der Stadt liegt der Brainerd Lakes Regional Airport, ein regionaler Flughafen mit drei Start- und Landebahnen und einem Helipad. Einzige kommerzielle Fluggesellschaft ist Mesaba Airlines, die als Tochtergesellschaft von Northwest Airlines Flüge nach Minneapolis/St. Paul, Devils Lake und Jamestown durchführt.

## Geschichte
Ursprünglich gehörten die Gebiete um das heutige Brainerd den Ojibwe-Indianern. Erster weißer Entdecker war Zebulon Pike, der auf der Suche nach dem Quellgebiet des Mississippi River an Weihnachten 1805 durch die Region zog. Mit dem Crow Wing Village, einem Pelz- und Holzfällerlager nahe Fort Ripley, kamen seit Mitte des 19. Jahrhunderts Siedler in die Gegend.
Zu dieser Zeit kam es häufiger zu Konflikten zwischen den Indianern und weißen Siedlern. Bekanntes Beispiel ist der sogenannte „Blueberry War“ im Jahre 1872, als zwei Ojibwe als vermutete Mörder eines vermissten Mädchen gehängt wurden. Als eine Gruppe von Indianern die Stadt aufsuchten, wurden Truppen aus dem nahe gelegenen Fort Ripley angefordert, um eine befürchtete Auseinandersetzung zu vermeiden. Es stellte sich jedoch heraus, dass die Ojibwe lediglich Blaubeeren in der Stadt verkaufen wollten.
Der Name der Stadt stammt von einem Vorsitzenden der Northern Pacific Railway, J. Gregory Smith, der 1870 die neu gegründete Township nach seiner Frau, Ann Eliza Brainerd Smith und seinem Schwiegervater Lawrence Brainerd benannte. Die Eisenbahngesellschaft hatte eine Brücke über den Mississippi gebaut und nutzte den Bahnhof von Brainerd als Maschinenhalle und Werkstatt. Am 6. März 1873 wurde Brainerd eine Stadt.
1876 musste für sechs Jahre der Stadtstatus wieder abgeben werden. Dies verfügte die Regierung des Bundesstaates, als anstatt des Richters C.B. Sleeper der lokale Handwerker Thomas Lanihan zum Bürgermeister gewählt wurde. Zwischenzeitlich war die Stadt somit wieder eine Township.
Mit dem Wachstum der Eisenbahn wuchs auch Brainerd. Neben Holz und Papier wurden auch landwirtschaftliche und industrielle Güter über die Eisenbahn verladen. 1903 hatte die Northwest Paper Company eine Papiermühle in Brainerd gebaut. Dennoch behielt die Eisenbahn eine herausragende Stellung: In den 1920er Jahren waren etwa 90 Prozent der Einwohner von ihr abhängig. Anschließend nahm die Bedeutung der Eisenbahn langsam wieder ab, und die Beschäftigung im Dienstleistungssektor spielte eine größere Rolle.
Am 27. Oktober 1933 erlangte die First National Bank of Brainerd Bekanntheit, als sie von Babyface Nelson und seiner Verbrecherbande überfallen wurde.

## Klima
Das Klima in Brainerd ist kalt und gemäßigt. Die Sommer sind warm und die Winter sehr kalt, schneereich und windig. Es ist das ganze Jahr über teilweise bewölkt. Die Jahresdurchschnittstemperatur in Brainerd liegt bei etwas sechs Grad Celsius.

## Demografische Daten
Nach der Volkszählung im Jahr 2010 lebten in Brainerd 13.590 Menschen in 5851 Haushalten. Die Bevölkerungsdichte betrug 659,7 Einwohner pro Quadratkilometer. In den 5851 Haushalten lebten statistisch je 2,23 Personen.
Ethnisch betrachtet setzte sich die Bevölkerung zusammen aus 93,5 Prozent Weißen, 1,2 Prozent Afroamerikanern, 1,6 Prozent amerikanischen Ureinwohnern, 0,3 Prozent Asiaten sowie 0,4 Prozent aus anderen ethnischen Gruppen; 3,0 Prozent stammten von zwei oder mehr Ethnien ab. Unabhängig von der ethnischen Zugehörigkeit waren 1,8 Prozent der Bevölkerung spanischer oder lateinamerikanischer Abstammung.
24,5 Prozent der Bevölkerung waren unter 18 Jahre alt, 60,4 Prozent waren zwischen 18 und 64 und 15,1 Prozent waren 65 Jahre oder älter. 52,4 Prozent der Bevölkerung war weiblich.

Das mittlere jährliche Einkommen eines Haushalts lag bei 47.350 USD. Das Pro-Kopf-Einkommen betrug 18.558 USD. 6,2 Prozent der Einwohner lebten unterhalb der Armutsgrenze.

## Sport
Im Nordwesten der Stadt befindet sich der Brainerd International Raceway, der über einen Straßenkurs und eine Dragster-Rennstrecke verfügt.

## In der Kultur
Brainerd ist Schauplatz des Spielfilms Fargo – Blutiger Schnee.

## Gemeindepartnerschaft
Mit der französischen Gemeinde Magny-le-Hongre besteht eine Partnerschaft.

## Persönlichkeiten
- Chief Bender (1884–1954), Baseballspieler in der Major League Baseball
- Delos Wheeler Lovelace (1894–1967), Schriftsteller und Journalist
- Quin Blackburn (1899–1981), Geologe, Geodät, Bergsteiger und Polarforscher
- C. Elmer Anderson (1912–1998), Politiker, Gouverneur von Minnesota
- Phil Mattson (1938/39–2019), Jazzmusiker
- Rick Nolan (1943–2024), Politiker, Vertreter von Minnesota im US-Repräsentantenhaus
- Bill Baker (* 1956), Eishockeyverteidiger
- Jammie Thomas (* 1977), Filesharerin